# ЦСКА ВВС в сезоне 2017
В 2015 году клуб ЦСК ВВС стал молодёжной командой ЦСКА (Москва).

Сезон 2017 года «ЦСКА» (Самара) стал первым для молодёжной команды, который прошел во второй лиге Чемпионата России.
Главным тренером была Разия Нуркенова.
ЦСКА уверенно выиграл территориальный турнир и вышел в финал. Серебряные медали Второй лиги завоевал ЦСКА. Достигнуть большего не позволил гол, забитый в дополнительное время, Алиной Лутфуллиной («УОР-Россиянка») — воспитанницей Самарского клуба.
По итогам соревнования игроки ЦСКА были признаны лучшими во второй лиге в своих амплуа: Мария Макаренкова лучший вратарь турнира, а Екатерина Поздеева — лучший защитник. Также Валерия Солодухина была признана лучшим игроком ЦСКА на турнире.
В апреле 2017 на УТС сборной России (U-17) вызывались игроки ЦСКА: Ксения Костина, Екатерина Поздеева, Варвара Полинкевич и Полина Шатилова.
Игроки ЦСКА вызывались в сборную России (U-17) для участия в Турнире развития УЕФА 2017 (Португалия):
- Екатерина Поздеева сыграла 12 мая 2017 против сборной Турции, матч завершился со счетом 1:2.
- Варвара Полинкевич сыграла 14 мая 2017 против сборной Швеции и забила гол, матч завершился со счетом 1:5.

## Выступления в турнирах
| Этап             | Место   | Игр | Побед | Ничьих | Поражений | РМ   | Очки |
| ---------------- | ------- | --- | ----- | ------ | --------- | ---- | ---- |
| Зона «Приволжье» | 1 из 4  | 3   | 2     | 1      | 0         | 4-0  | 7    |
| Финал            | 2 из 10 | 6   | 3     | 1      | 2         | 16-4 | 10   |
| Итого            | 2 из 41 | 9   | 5     | 2      | 2         | 20-4 | 17   |

## Результаты игр
Отборочный турнир зоны «Приволжье» прошел в один круг с 7 по 10 сентября в городе Ковылкино (Мордовия).
ЦСКА (Самара)
| 6 сентября 2017        | \| «Юность» (Лениногорск) \| 1:1 \| ЦСКА \| \| Евдокимова Надежда \| Голы \| Михайлова Екатерина \| | «Юбилейный» Ковылкино |
| «Юность» (Лениногорск) | 1:1                                                                                                 | ЦСКА                  |
| Евдокимова Надежда     | Голы                                                                                                | Михайлова Екатерина   |

«Юность» дисквалифицирована за нарушение регламента, результат матча аннулирован.
| 7 сентября 2017          | \| «Волга-СШОР» (Ульяновск) \| 0:0 \| ЦСКА \| | «Юбилейный» Ковылкино |
| «Волга-СШОР» (Ульяновск) | 0:0                                           | ЦСКА                  |

| 9 сентября 2017          | \| «Олимп-МГПИ» (Ковылкино) \| 0:2 \| ЦСКА \| | «Юбилейный» Ковылкино |
| «Олимп-МГПИ» (Ковылкино) | 0:2                                           | ЦСКА                  |

| 10 сентября 2017      | \| «СДЮСШОР-11» (Самара) \| 0:2 \| ЦСКА \| | «Юбилейный» Ковылкино |
| «СДЮСШОР-11» (Самара) | 0:2                                        | ЦСКА                  |

Финал Второй лиги прошел в городе Крымск (Краснодарский край).
| 1 октября 2017                      | \| «УОР-Россиянка» (Звенигород) \| 2:0 \| ЦСКА \| \| Хомякова Валерия · Асланян Ангелина \| Голы \| \| | СК «Гигант» Крымск |
| «УОР-Россиянка» (Звенигород)        | 2:0 | ЦСКА               |
| Хомякова Валерия · Асланян Ангелина | Голы                                                                                                   |                    |

| 2 октября 2017        | \| «СШОР №3» (Челябинск) \| 0:6 \| ЦСКА \| \| \| Голы \| —2 Кудряшова Дарья · Михайлова Екатерина · Шатилова Полина · Костина Ксения · Пустозвонова Ксения \| | СК «Гигант» Крымск                                                                                |
| «СШОР №3» (Челябинск) | 0:6 | ЦСКА                                                                                              |
|                       | Голы | —2 Кудряшова Дарья · Михайлова Екатерина · Шатилова Полина · Костина Ксения · Пустозвонова Ксения |

| 4 октября 2017             | \| «Феникс» (Санкт-Петербург) \| 0:0 \| ЦСКА \| | СК «Гигант» Крымск |
| «Феникс» (Санкт-Петербург) | 0:0                                             | ЦСКА               |

| 5 октября 2017                       | \| «СШ им. А.И. Майстренко» (Краснодар) \| 0:6 \| ЦСКА \| | СК «Гигант» Крымск |
| «СШ им. А.И. Майстренко» (Краснодар) | 0:6                                                       | ЦСКА               |

| 7 октября 2017 ½ финала | \| «Магнолия» (Краснодар) \| 0:3 \| ЦСКА \| \| \| Голы \| Михайлова Екатерина · Кудинова Эльмира · Шатилова Полина \| | СК «Гигант» Крымск                                       |
| «Магнолия» (Краснодар)  | 0:3 | ЦСКА                                                     |
|                         | Голы | Михайлова Екатерина · Кудинова Эльмира · Шатилова Полина |

| 8 октября 2017 финал                           | \| «УОР-Россиянка» (Звенигород) \| 2:1 (д.в.)[9] \| ЦСКА \| \| Николаева Екатерина 10′ · Лутфуллина Алина 92′ \| Голы \| 45′ Пустозвонова Ксения \| | СК «Гигант» Крымск      |
| «УОР-Россиянка» (Звенигород)                   | 2:1 (д.в.) | ЦСКА                    |
| Николаева Екатерина 10′ · Лутфуллина Алина 92′ | Голы | 45′ Пустозвонова Ксения |